# Westnieuwland
Westnieuwland is een straat in Rotterdam gelegen aan het Binnenrotteplein tussen de straten Hoogstraat en Blaak. 

## Havengebied
Het Westnieuwland was oorspronkelijk een ingepolderd tussengebied dat zich ontwikkelde tot havengebied, omringd door de Steigersgracht, Kolk en Blaak. Zoals de naam doet vermoeden, was er ooit ook een Oostnieuwland. Dit lag ten oosten van de Kolk en werd in het noorden begrensd door het Boerensteiger/Groenendaalsegracht en aan de zuidzijde door de Nieuwe Haven. De oorsprong van beide namen ligt in de eerste stadsuitbreidingen naar het zuiden, waar buitendijks aangeslibd 'nieuw land' aan de stad werd toegevoegd. Die buitendijkse ligging heeft tot ver in de twintigste eeuw regelmatig tot overstromingen geleid.
In tegenstelling tot het Westnieuwland is de naam Oostnieuwland verder niet bewaard gebleven als straatnaam. 
Het Westnieuwland was reeds in het midden van de veertiende eeuw bebouwd, en was vooral een verhandelsplaats voor de haringvisserij, die met name in de zestiende eeuw floreerde. De vissersschepen kwamen vanuit het zuiden via de Oude Haven en de Kleine Draaibrug aan in de Kolk. In de negentiende eeuw was het Westnieuwland al duidelijk als de huidige straat ingetekend op topografische kaarten. De straat liep tot het Beursplein, waaraan het beursgebouw gelegen was.
Met de aanleg van het Luchtspoor werd in de jaren 70 van de negentiende eeuw een deel aan de westzijde van de Kolk gedempt. Begin twintigste eeuw werd ook het deel aan de noordzijde van de Kolk/Middensteiger ter hoogte van het Huis Keulen gedempt en bij de Grote Markt gevoegd. Hierdoor kregen alle huizen aan dat voormalige deel van het Westnieuwland vanaf 1906 Grote Markt als adres. De haven bleef tot de begin van de 20e eeuw in gebruik.

## Trivia
- Pierre Bayle heeft aan het Westnieuwland gewoond.